# 艾因加納
艾因加納（Eingana），澳洲原住民彭加彭加族神話中的精靈，虹蛇的一種。

## 簡介
為創造神，於世界之初即已存在，當時整個世界只有艾因加納一個生物，因感到無聊，而先後創造了水、動物、植物，最後創造了人。初始，一切皆相安無事，久而久之，人類開始不知感恩，進而開始反抗、逃離。艾因加納因此在人類的腳跟上綁上無形之繩索。傳說，繩索至今仍在其掌握之中，一旦遭放開，人類則會死亡。

## 娛樂
於日本動畫遊戲王中，於武藤遊戲與深海戰士之對決中出現，為7星效果怪獸，水屬性海龍族，攻2200守2400，效果為被送進墓地時，將場上所有存在的怪獸全部破壞。